# Parosteodes procurata
Parosteodes procurata là một loài bướm đêm trong họ Geometridae.